# Самостійники
Самостійницький рух — рух за відновлення національної, політичної незалежності України, що виник наприкінці ХІХ століття; не був провідним серед українських політичних сил до Жовтневого перевороту 1917 року. Яскравими представниками руху є учасники таємної української політичної організації Братство тарасівців.

## Виникнення руху
Самостійницький рух як окрема політична сила сформувався наприкінці культурницького — на початку політичного етапу Українського національного відродження, що припадав на 90-ті роки ХІХ століття. Представниками руху були переважно учасники «Молодої громади» — українська молодь, яка підтримувала ідеї здобуття незалежності України радикальними способами (на відміну від «Старої» громади, представники якої мали більш консервативні погляди).

## Микола Міхновський
Міхновський Микола Іванович — український громадський і політичний діяч, самостійник; член Братства тарасівців, РУП, засновник і лідер УНП 1902 року.
Діяльність:
- 1892 — вступ до Братства тарасівців;
- 1900 — видавництво брошури «Самостійна Україна», яка повинна була стати програмою Революційної української партії;
- 1902 — через непорозуміння між учасниками РУП розколюється на прихильників автономістських і самостійницьких ідей, Микола Міхновський очолює самостійників і створює Українську Народну Партію;
- під час Української революції 1917—1921 — ініціатор створення армії, українізації військових частин;
- 4 липня 1917 — очолює повстання самостійників, що було знаком протесту проголошення Другого Універсалу Української Центральної Ради[1].